# Grand China Air
Grand China Air (кит.: 大新华航空大新华航空) — китайська авіакомпанія зі штаб-квартирою в Пекіні (КНР), що працює в сфері регіональних пасажирських перевезень.
Портом приписки перевізника є міжнародний аеропорт Хайкоу Мейлань.

## Історія
Grand China Air була заснована 29 листопада 2007 року за ініціативою конгломерату HNA Group і в цілях створення структури для управління придбаними авіакомпаніями Shanxi Airlines, Chang An Airlines і Xinhua China Airlines.
Незважаючи на те, що штаб-квартира перевізника знаходиться в Пекіні, сама компанія зареєстрована в Хайкоу (Хайнань).

## Власники
Grand China Air є дочірнім підприємством керуючої компанії Grand China Airlines Holding Company (GCAHC), якою спільно володіють влади провінції Хайнань (48,6 %), Джордж Сорос (18,6 %) та конгломерат HNA Group (32,8 %).

## Маршрутна мережа
Grand China Air працює на регулярних маршрутах авіакомпанії Hainan Airlines.

## Флот

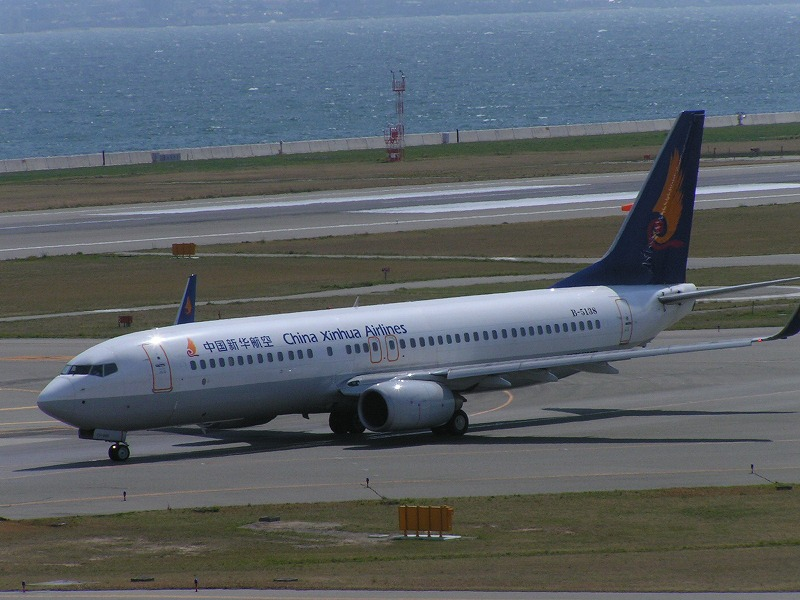
Boeing 737-800 авіакомпанії Xinhua China Airlines на рулюванні в міжнародному аеропорту Кансай (Осака), 2007 рік

В лютому 2015 року повітряний флот авіакомпанії Grand China Air складали наступні літаки: